# Pikkelyes tinóru
A pikkelyes tinóru (Strobilomyces strobilaceus) a tinórufélék családjába tartozó, Eurázsiában és Észak-Amerikában elterjedt, savanyú talajú erdőkben élő, ehető gombafaj. 

## Megjelenése
A pikkelyes tinóru kalapja 5-12 cm széles, alakja fiatalon majdnem gömbölyded, majd domborúan kiterül. Széle eleinte begöngyölt és gyapjas-pelyhes fátyol köti össze a tönkkel. A fátyol hamar szétszakad, maradványai rojtosan, cafrangosan lelógnak a kalap szélén. Felszínét fiatalon szürkés bőr borítja, amely hamarosan felszakadozik és széles, elálló, szálas-gyapjas pikkelyekre különül el, amelyeknek a szálai egy csúcsba futnak össze. Fiatalon szürkés, idősen barnásfeketére, koromfeketére sötétedik. 
Húsa szürkésfehér, vágásra sérülésre szinte azonnal rózsaszínesen, vörösesen elszíneződik, majd feketedik. Szaga és íze nem jellegzetes. 
Termőrétege pórusos, tönkhöz nőtt. A pórusok tágak, színük eleinte világosszürke, később barnásfeketésre sötétednek. Nyomásra, sérülésre vörösödnek majd feketednek.
Tönkje 5-15 cm magas és 1-2,5 cm vastag. Alakja hengeres, nyúlánk. Felülete gyapjasan szálas, a fátyol elszakadása után vattás gallérzóna marad rajta. Színe szürkés, feketés.
Spórapora barnásfekete vagy fekete. Spórája széles ellipszoid vagy közel gömbölyű, felszíne szögletesen hálózatos, mérete 9-14 x 9-12 µm. 

### Hasonló fajok
A cserepes gereben hasonlíthat hozz, de annak tüskés a termőrétege.  

## Elterjedése és termőhelye
Eurázsiában és Észak-Amerikában honos. Magyarországon ritka, az Északi-középhegységben, a Börzsönyben és Sopron környékén fordul elő.
Savanyú talajú lomb- és fenyőerdőkben él, Magyarországon elsősorban bükkösökben, tölgyesekben, gyertyános-tölgyesekben. Júliustól novemberig terem.  

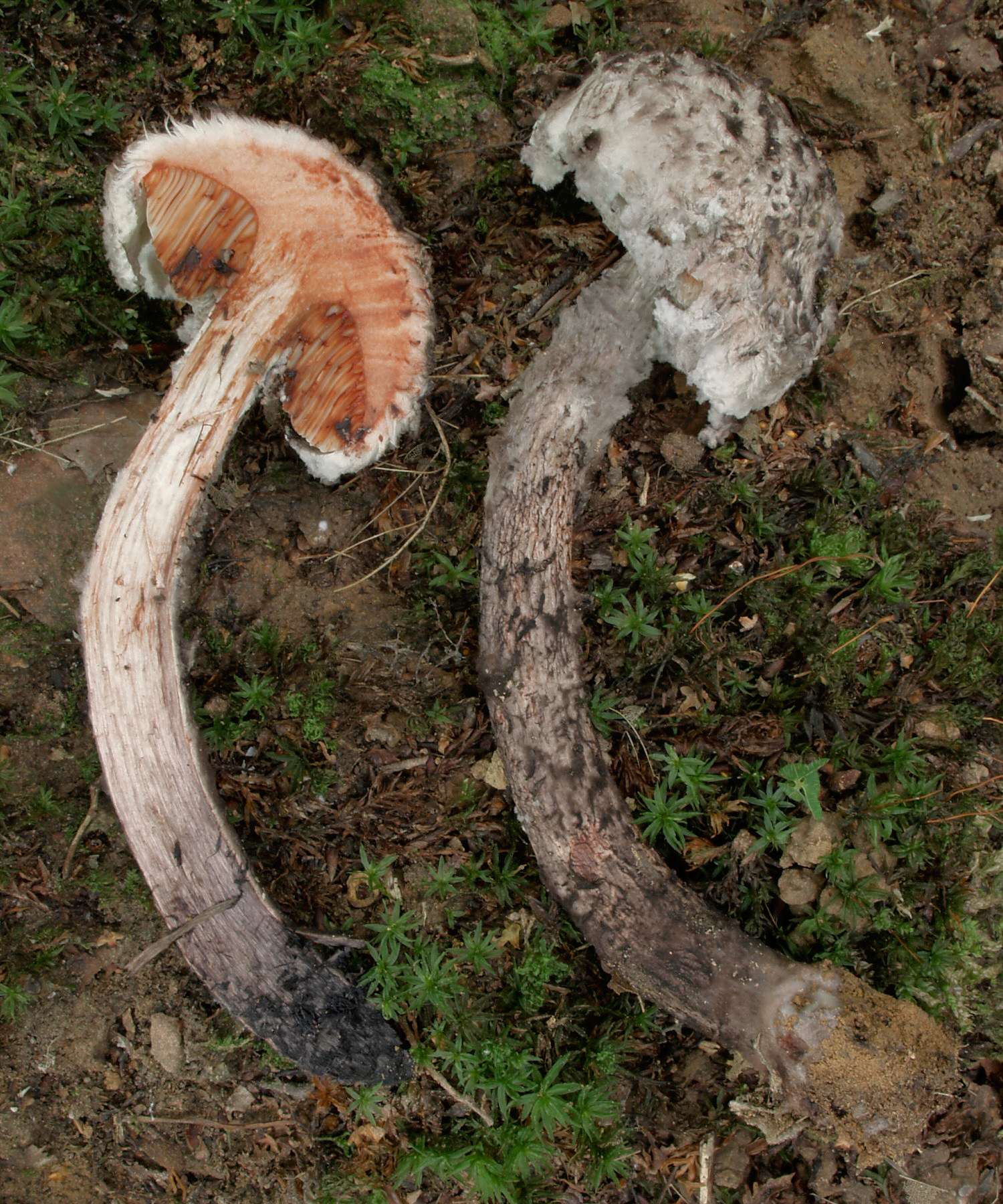
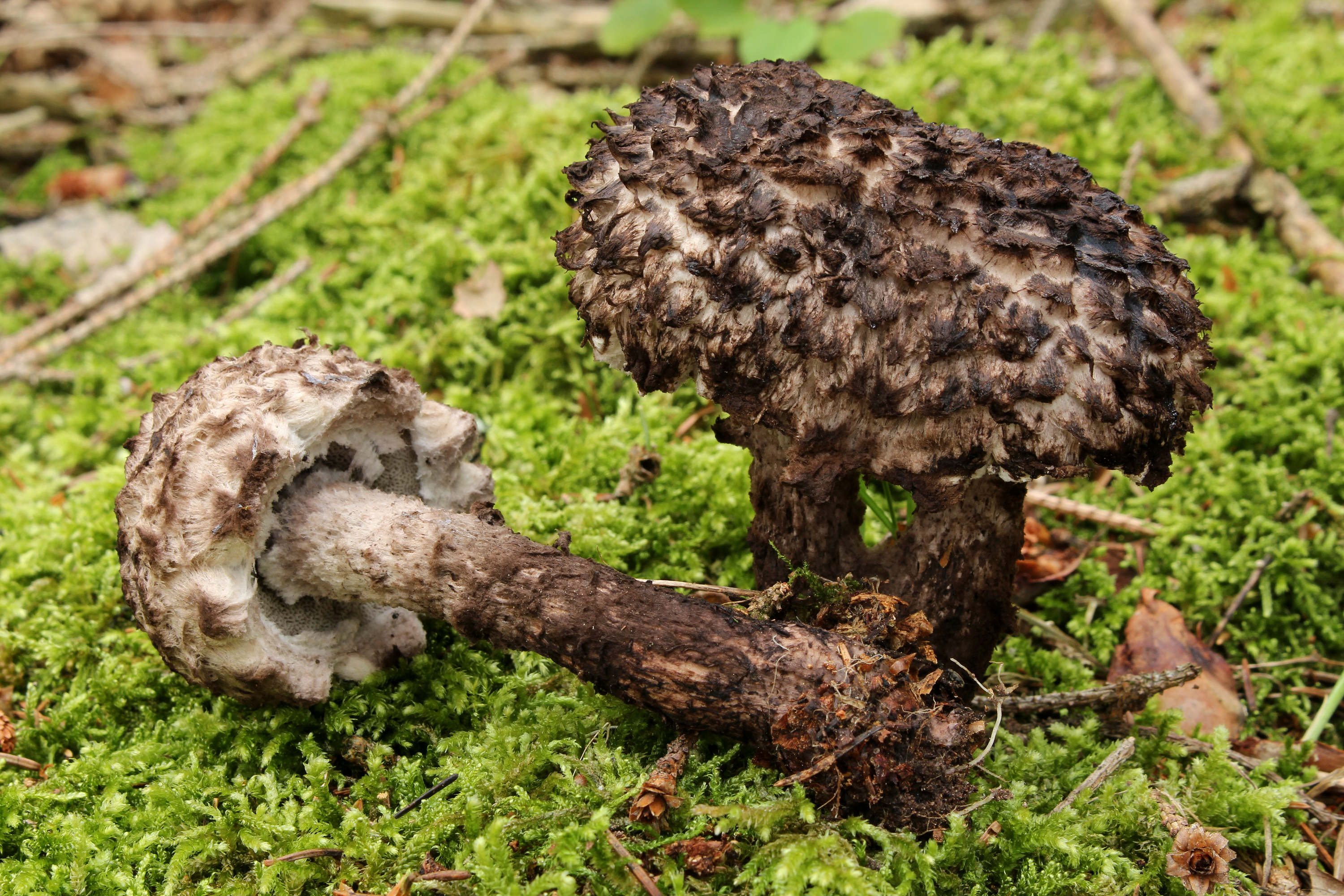
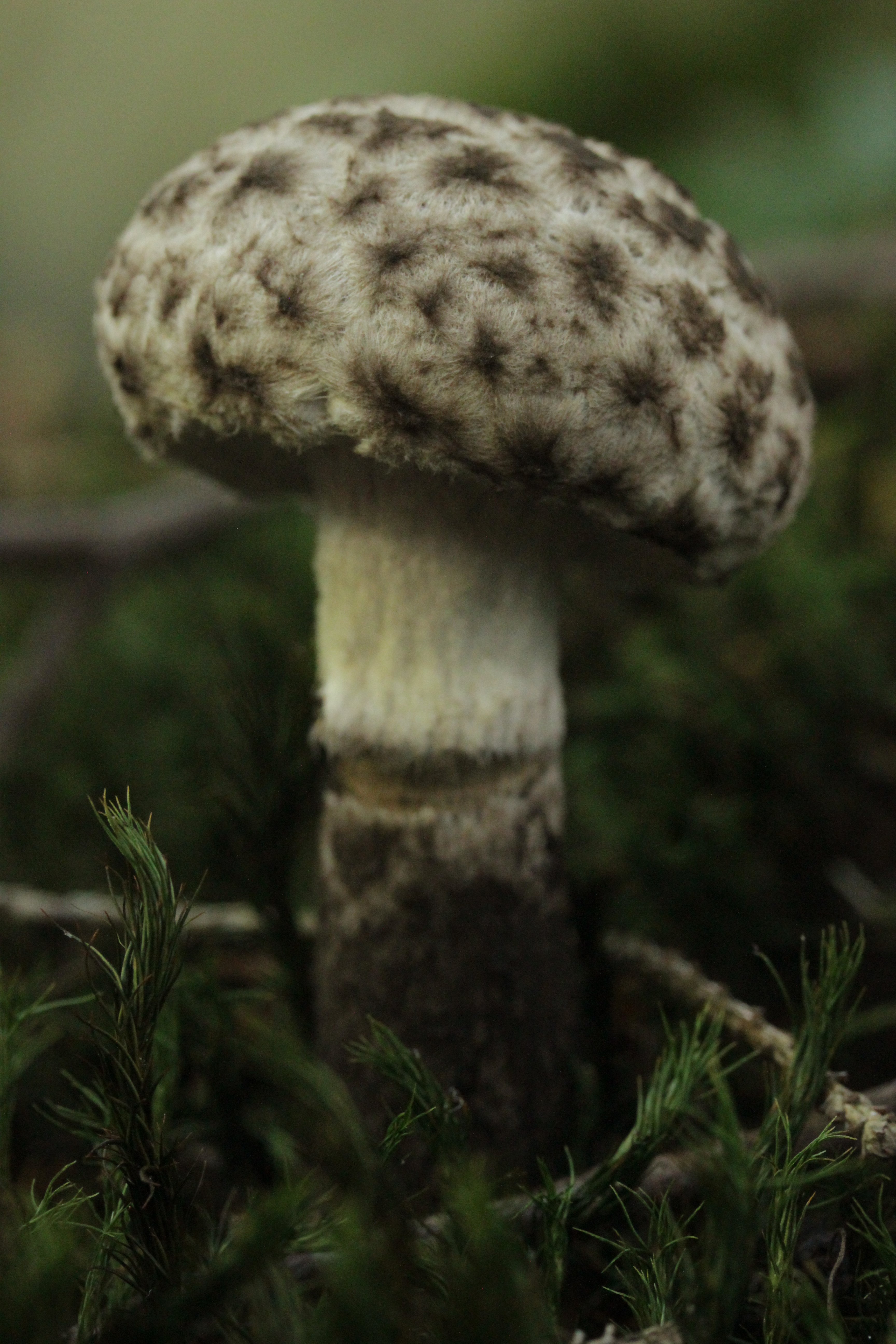
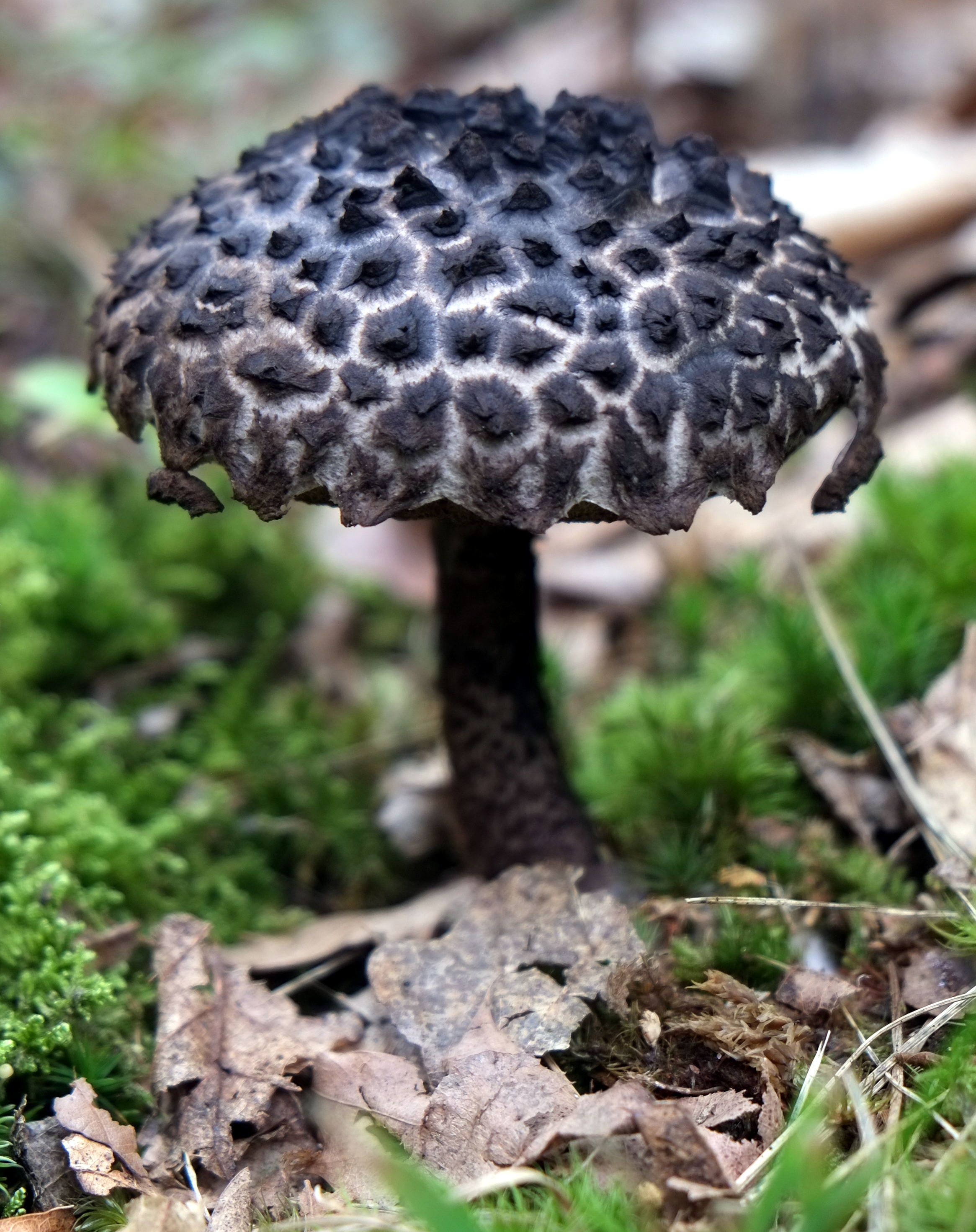
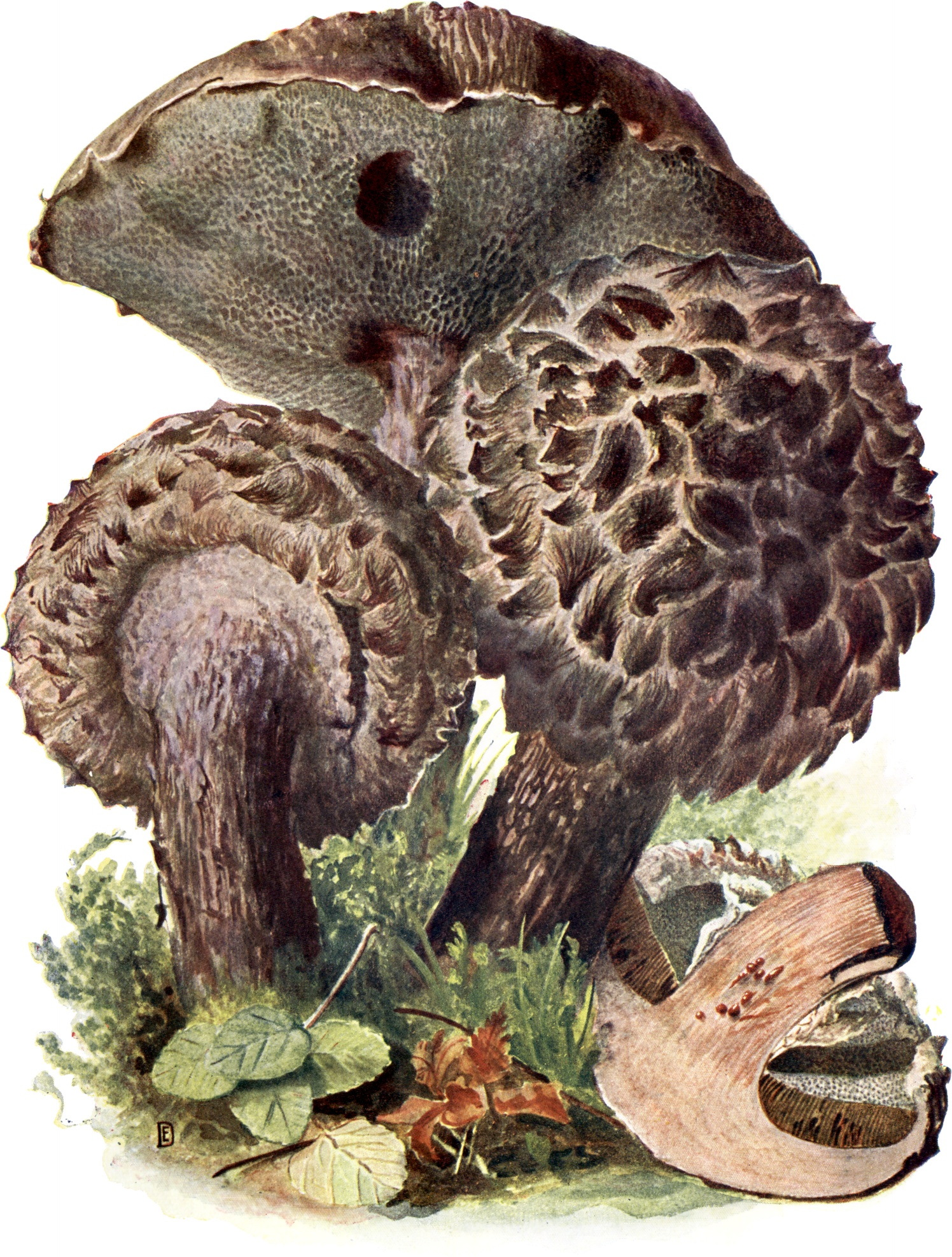

Ehető, bár nem túl ízletes gomba.  